# Ernst Lerch
Ernst Lerch, född 19 november 1914 i Klagenfurt, Österrike-Ungern, död 1997 i Klagenfurt, Österrike, var en österrikisk SS-Sturmbannführer. Lerch ingick i staben hos Odilo Globocnik, chef för Operation Reinhard, kodnamnet för förintelsen av Generalguvernementets judiska befolkning.

## Biografi
Ernst Lerch inträdde i NSDAP 1932 och i SS 1934.

### Andra världskriget
Mellan 1940 och 1941 var Lerch ämbetsman vid Reichssicherheitshauptamt, Nazitysklands säkerhetsministerium, och i september 1941 utsågs han till Rasse- und Siedlungsführer (”ras- och bosättningsledare”) inom Centralbyrån för ras och bosättning i Kraków. Sistnämnda post innehade Lerch endast kort tid, innan han i december 1941 kommenderades till Lublin och Odilo Globocniks stab. Han var bland annat ansvarig för radioförbindelserna mellan Globocniks högkvarter i Lublin och Führerkansliet i Berlin. Vid rättegången mot Hermann Worthoff, före detta Gestapo-chef i Lublin, 1975 framkom det att Lerch hade varit närvarande vid massakern på tusentals judar i Krępiec-skogen i april 1942; judarna hade fördrivits från gettot i Majdan Tatarski i Lublin.
I september 1943 for Lerch till Trieste tillsammans med Globocnik och ett flertal män ur dennes stab. Lerchs uppgift var främst partisanbekämpning i Operationszone Adriatisches Küstenland (OZAK). I andra världskrigets slutskede flydde Lerch, Globocnik, Georg Michalsen och Hermann Höfle till Österrike, där de i Paternion i Kärnten den 31 maj 1945 greps av allierade soldater. Samma dag blev Lerch, Höfle och Michalsen vittnen till Globocniks självmord.

### Efter andra världskriget
Lerch internerades i Wolfsberg 1945. Under förhör förnekade han samarbetet med Globocnik samt all inblandning i förintelsen i Polen. Lerch rymde från fängelset 1947, men han greps igen 1950. Lerch dömdes 1960 till två års fängelse av en denazifieringsdomstol i Wiesbaden. 1971 åtalades Lerch ånyo för delaktighet i förintelsen. Åtalet mot Lerch avskrevs slutgiltigt 1976 på grund av brist på bevis och vittnen.
Ernst Lerch dog i Klagenfurt 1997. Tillsammans med Globocnik och Höfle anses Lerch vara ansvarig för omkring 1 800 000 människors död i förintelselägren i Generalguvernementet.

## Befordringshistorik
| Datum           | Tjänstegrad         |
| --------------- | ------------------- |
| 9 november 1936 | SS-Untersturmführer |
| 9 november 1937 | SS-Obersturmführer  |
| 12 mars 1938    | SS-Hauptsturmführer |
| 21 juli 1942    | SS-Sturmbannführer  |